# Far, mor og bjørn
Far, mor og bjørn er en dansk tv-serie der havde premiere den 11. oktober 2008. 

## Handling
I serien er Anders (Anders Lund Madsen) og Signe (Signe Lindkvist) lige blevet gift, og de køber et hus, hvor det viser sig at bamsen Bruno (Rasmus Bjerg) også bor der. Bruno sover altid i Anders og Signes seng, da han hver aften får sin vilje om at sove der. Bruno kan allermest lide at se tv-serien Bill & Bent (Wikke & Rasmussen).